# Conophyma validum
Conophyma validum är en insektsart som beskrevs av Leo L. Mishchenko 1950. Conophyma validum ingår i släktet Conophyma och familjen Dericorythidae. Inga underarter finns listade i Catalogue of Life.